# City of New Orleans (Amtrak)
Le City of New Orleans est un train de voyageurs exploité par Amtrak qui relie Chicago à La Nouvelle-Orléans. C'est le successeur du Panama limited, qui fut exploité par la Illinois Central Railroad.
Le City Of New Orleans était à la base le plus long train de jour aux États-Unis, et ce jusqu'en 1971 où ce train fut basculé sur un horaire de nuit et renommé Panama Limited. Le nom actuel fut remis en place en 1981, toujours sur un horaire de nuit.
Le train circule sur un itinéraire qui est desservi depuis plus d'un siècle. Le Panama Limited a roulé de 1911 à 1971 bien que l'Illinois Central Railroad effectuait déjà des relations Chicago - La Nouvelle-Orléans depuis le début des années 1900. Deux autres trains, l'Illini et le Saluki, fournissent un service supplémentaire entre Chicago et Carbondale dans l'Illinois, en utilisant le même itinéraire que le City Of New Orleans.
Au cours de l'année 2018, le train a transporté 237 781 passagers soit 6,9% de moins qu'en 2017. Il a généré 18 706 915 dollars soir 3,7% de moins qu'en 2015.

## Histoire

### Illinois Central Railroad

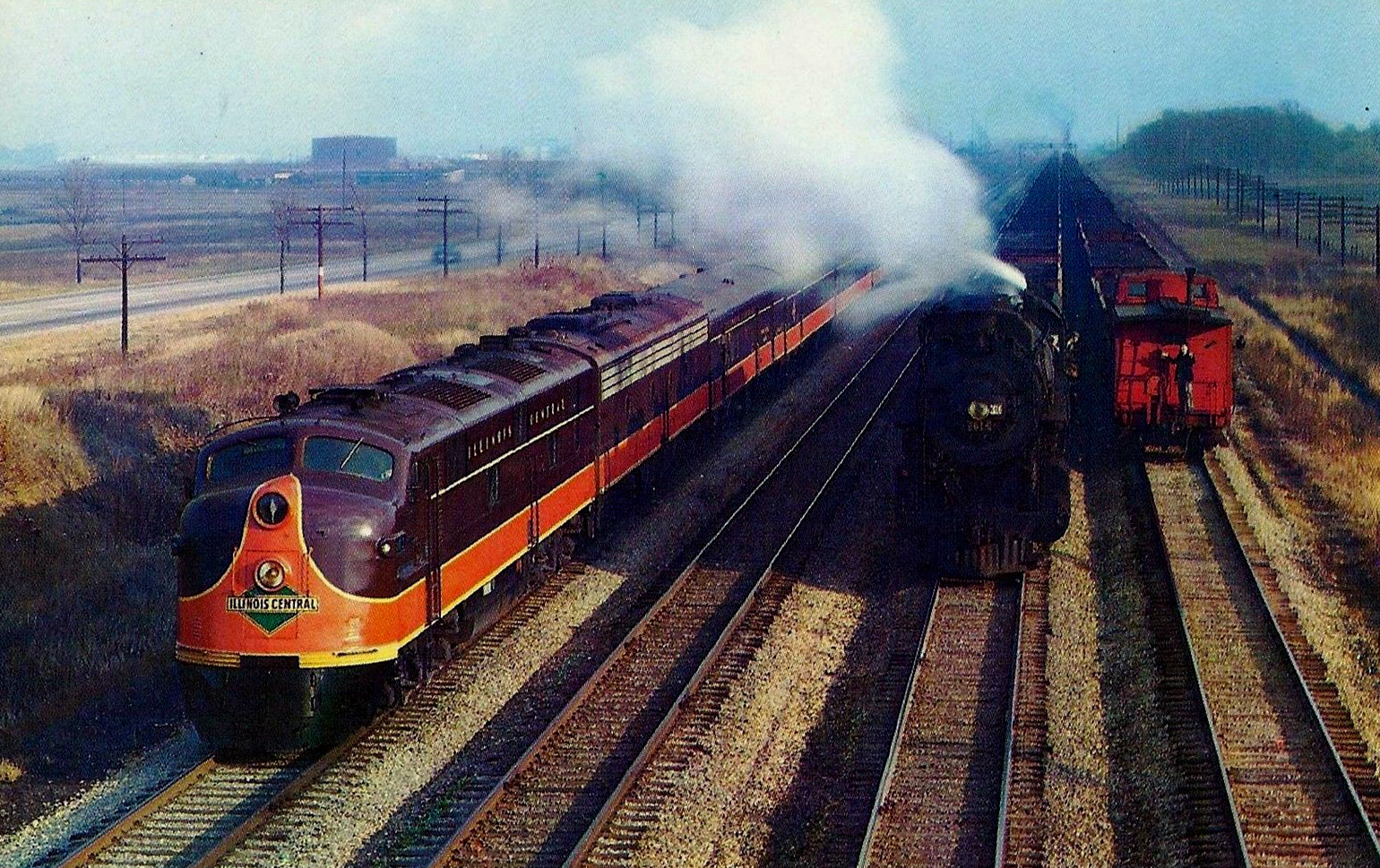
Le Panama limited dans les années 1940

L'Illinois Central Railroad introduit le premier City of New Orleans le 27 avril 1947. Il s'agit d'un train de jour sans voiture-lits, conçu pour compléter le train de nuit Panama Limited sur le même parcours, celui-ci n'ayant que des voitures-lits. Les deux trains utilisent des locomotives EMD E7 tractant des voitures Pullman. Le voyage, long de 1 482 km dure 15h55, ce qui fait du City Of New Orleans le plus long service de jour des États-Unis,. Le train roule à une moyenne de 97 km/h avec une vitesse de pointe de 160 km/h sur les longues sections rectilignes et plates le long du Mississippi,. À partir du 25 octobre 1959, le trajet dure 16h30. Ce train reste populaire durant les années 1960 et il est même ajouté à la rame une voiture-dôme.

### Amtrak
Amtrak prend en charge l'exploitation des trains de passagers américains le 1er mai 1971. Il supprime alors le Panama limited pour ne conserve que le City Of New Orleans sur un horaire de jour. Le train est victime d'un déraillement mortel près de Salem. Finalement, en raison d'un manque de correspondance en gares de Chicago et de La Nouvelle-Orléans, Amtrak déplace le train sur un horaire de nuit le 14 novembre 1971 et le renomme Panama Limited.
En février 1981, il est à nouveau renommé le City Of New Orleans, tout en conservant les horaires de nuit. Amtrak espère alors capitaliser sur la chanson écrite par Steve Goodman et enregistrée en 1972 par Arlo Guthrie. Une branche est créée le 29 avril 1984 avec la création du River cities permettant de relier La Nouvelle-Orléans à Kansas City via Saint-Louis. La séparation s'effectue à Centralia dans l’Illinois dans un premier temps puis à Carbondale. Cette branche est supprimée le 4 novembre 1994. Le 26 octobre 1986, un nouvel arrêt est ajouté à Gilman dans l’Illinois, ce qui permet à cette ville de retrouver un service de train qu'elle n'avait pas eu depuis 1971. Inversement, la desserte de Cairo, également dans l'Illinois, est supprimée le 25 octobre 1987.
Amtrak exploite le City Of New Orleans de manière fiable pendant les années 1980 et 1990. En 1992, le train a le taux de ponctualité le plus élevé de tous les services Amtrak avec 87%. Néanmoins, le service à bord a décliné. Le rédacteur en chef du magazine Trains, J. David Ingles, a qualifié le train de "train longue distance le moins glamour d'Amtrak". Pour remédier à cela, il est d’abord décidé au début des années 1990 de doubler le coin repas en ajoutant une voiture restaurant Amfleet. Le 3 mars 1994, de nouvelles voitures Superliner remplacent les voitures à un seul niveau. Cela permet le retour d'un vrai service de repas complet.

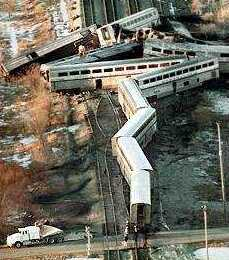
Accident de Bourbonnais

À partir du 10 septembre 1995, le train est dévié entre Memphis et Jackson, abandonnant l'itinéraire original au profit d'un itinéraire plus récent et plus plat. Cinq villes du delta du Mississippi cessent d'être desservies : Batesville, Grenade, Winona, Durant et Canton. 
Le 15 mars 1999, le City of New Orleans entre en collision avec un semi-remorque plateau près de Bourbonnais dans l'Illinois. Sur les 217 passagers du train, 11 sont tués et 122 blessés. Les morts sont survenues dans le quatrième wagon qui a pris feu à la suite de la collision avec le passage à niveau.
Les dégâts causés en août 2005 par l'ouragan Katrina au Mississippi et en Louisiane contraignent Amtrak à supprimer le service voyageurs entre Memphis et La Nouvelle-Orléans. Le service reprend d'abord jusqu'à Hammond en Louisiane puis totalement le 8 octobre 2005. En décembre 2005, Arlo Guthrie, qui a popularisé la chanson City of New Orleans, mène une collecte de fonds à bord du train.
Le train commence la desserte de Marks après la construction d'une nouvelle gare le 4 avril 2018.
À partir du 1er octobre 2019, les services de préparation de repas dans les voitures-restaurant sont supprimés et remplacés par un menu réduit pré-chargé à bord. La voiture-restaurant sert alors de voiture-salon à l'usage exclusif des passagers des voitures-lits.

## Itinéraire

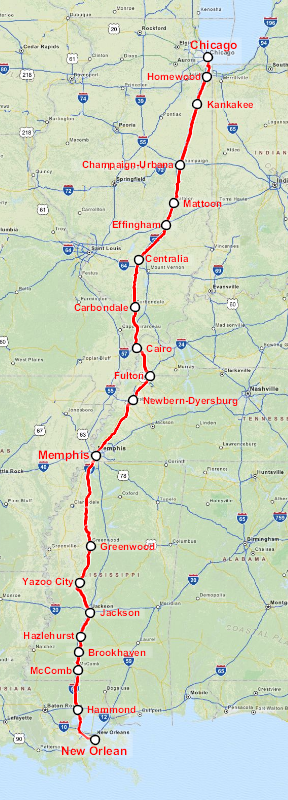
Carte du City of New Orleans

Lors de la création d'Amtrak en 1971, le City Of New Orleans était l'un des quatre trains qui s'arrêtaient à la gare centrale de Chicago, qui était à l'origine le terminal de l'Illinois Central à Chicago. Tous les trains Amtrak ont été regroupés à l'Union Station en mars 1972.
Les voies utilisées faisaient autrefois partie du réseau de l'Illinois Central Railroad et appartiennent maintenant au Canadien National.
Dans sa forme actuelle, le City Of New Orleans en direction sud quitte Chicago en milieu de soirée, traversant le sud de l'Illinois et le Kentucky pour une arrivée le lendemain matin à l'heure du petit-déjeuner à Memphis, puis à l'heure du déjeuner à Jackson et enfin en milieu d'après-midi à la Nouvelle-Orléans. Dans l'autre sens, les trains en direction du nord quittent la Nouvelle-Orléans en début d'après-midi, arrivent à Jackson en début de soirée, puis traversent le Tennessee et le Kentucky pendant la nuit avant d'arriver à Champaign-Urbana le lendemain matin à l'heure du petit-déjeuner et enfin à Chicago juste après l'heure de pointe. Dans les deux sens le trajet dure environ 19 heures.
Ce train fournit le seul lien direct entre le Tennessee et le réseau Amtrak. Il dessert les deux seules gares Amtrak du Tennessee : Newbern et Memphis.
Au cours de l'année 2004, le City of New Orleans a obtenu une note de performance de 67,6% en matière de ponctualité. Le taux de ponctualité était alors en moyenne de 86,8%, atteignant  93,5% pour le mois de mai 2006.
En 2016, Amtrak a publié une étude sur le transport ferroviaire des passagers sur la côte du golfe du Mexique qui recommandait d'étendre le City of New Orleans à Orlando, en Floride, le long d'une voie autrefois traversée par le Sunset Limited mais non desservie depuis l'ouragan Katrina.
Le programme d'efficacité environnementale et de transport de la région de Chicago (CREATE) en est à la phase de conception préliminaire du projet Grand Crossing. Ce projet vise à réacheminer l'Illini, Saluki et le City of New Orleans provenant des voies du Canadien National aux voies de la Norfolk Southern dans Greater Grand Crossing à Chicago. Cela éliminera un retour en arrière chronophage.

## Équipement

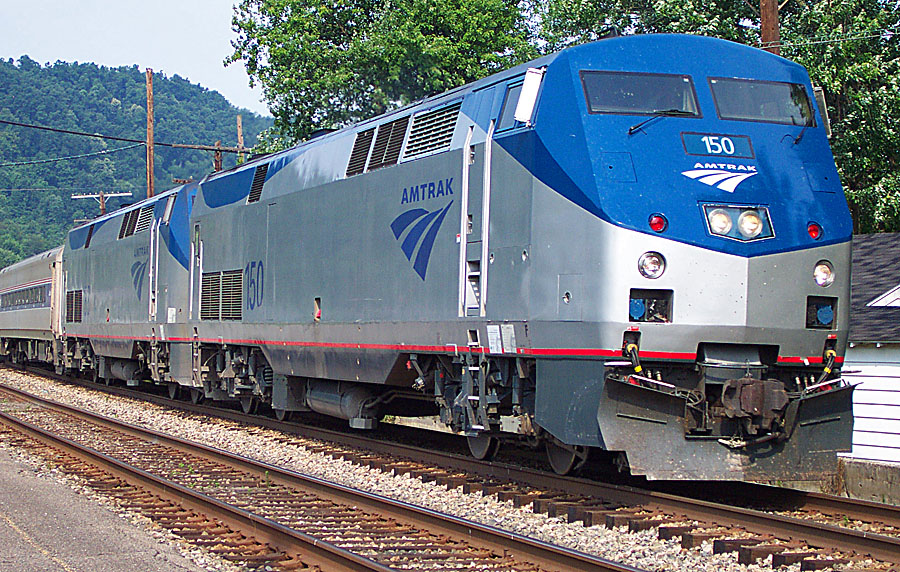
Locomotive GE P42DC

Un train typique du City of New Orleans se compose de :
- une locomotive GE Genesis (généralement une GE P42DC)
- un fourgon à bagages de type Viewliner
- une voiture de transition de type Superliner réservée au personnel permettant de faire la transition entre le fourgon à bagages à 1 niveau et le reste du train qui est à 2 niveaux
- une voiture lit de type Superliner
- une voiture restaurant de type Superliner
- une voiture salon de type Superliner
- trois voitures équipées de sièges inclinables de type Superliner dont une possédant une partie pour le stockage de bagages.

## Dans la culture populaire
La chanson City of New Orleans écrite par Steve Goodman en 1971 et reprise par Arlo Guthrie rend hommage à ce train.
En France, Joe Dassin en popularisera la mélodie avec la chanson Salut les Amoureux.